# سلمان مصبح
سلمان مصبح (انگلیسی: Selman Mesbeh؛ زادهٔ ۲۷ اوت ۱۹۸۰) یک بازیکن فوتبال اهل قطر است.

## باشگاهی
از باشگاه‌هایی که در آن بازی کرده‌است می‌توان به المعیذر، القطر، اشاره کرد.

## تیم ملی
وی همچنین در تیم ملی فوتبال قطر بازی کرده است.